# Пимслер, Пол
Пол Пимслер (англ. Paul Pimsleur; 17 октября 1927 — 22 июня 1976) — французско-американский лингвист, известен своими работами в области прикладной лингвистики.

## Биография
Окончил Нью-Йоркский Сити-колледж и получил степени магистра по психологической статистике и PhD по французскому языку в Колумбийском университете.
Преподавал фонетику и фонологию французского языка в Университете Калифорнии.
Был профессором французского языка в Университете Олбани. Работал преподавателем по программе Фулбрайта в Гейдельбергском университете в 1968 и 1969 годах.
Занимался исследованиями психологии изучения языка и в 1969 году был назначен председателем секции психологии изучения второго языка на Международном конгрессе по прикладной лингвистике.
Его исследования сфокусированы на понимании процесса усвоения языка, особенно органического обучения детей, которые говорят на языке без осознания его формальной структуры. Для этого он изучал процесс обучения в детских и взрослых группах, а также группах многоязычных взрослых. В результате данного исследования была создана система изучения языка Пимслера. Его многочисленные книги и статьи оказали влияние на теорию языкового обучения и преподавания.
В период с 1958 по 1966 г. Пимслер пересмотрел свои взгляды, отраженные в ранее изданных исследованиях, относительно лингвистики и психологических факторов в изучении языка. Это привело к выходу в свет в 1963 г. монографии Underachievement in Foreign Language Learning (Низкая успеваемость при изучении иностранного языка) в соавторстве с другими учеными, которая была опубликована при содействии Американской ассоциации современных языков.
В этом исследовании Пимслер определил три измеряемых фактора для подсчета языковых способностей: способность к изучению языка, слух и мотивация. Пимслер и его коллеги разработали Шкалу языковой способности Пимслера (PLAB), основанную на этих трех факторах. Пимслер был одним из первых преподавателей иностранного языка, проявивших интерес к студентам со сложностями в изучении языков, которые в то же самое время проявляли успехи в других предметах. Сегодня PLAB используется для определения языковых способностей или даже неспособности к изучению языка.
Пол Пимслер скоропостижно скончался от сердечного приступа во время визита во Францию.